# Osmaci
Osmaci su općina u istočnom dijelu Bosne i Hercegovine. Općina je formirana od dijelova općine Kalesija koji su pripali Republici Srpskoj nakon Daytonskog sporazuma.

## Zemljopis
Općina Osmaci nalazi se na sjeveroistočnom dijelu republike Bosne i Hercegovine. Graniči s općinama Živinice, Sekovići, Zvornik i Kalesijom (kojoj je teritorija općine Osmaci pripadala do rata). Površina iznosi 71 km².

## Stanovništvo
Broj stanovnika je teško utvrditi, prema nekim procjenama oko 6500.

### Osmaci (naseljeno mjesto), nacionalni sastav
| Osmaci             |              |              |              |
| godina popisa      | 1991.        | 1981.        | 1971.        |
| Srbi               | 798 (94,54%) | 702 (99,01%) | 796 (99,50%) |
| Muslimani          | 35 (4,14%)   | 0            | 0            |
| Hrvati             | 1 (0,11%)    | 1 (0,14%)    | 0            |
| Jugoslaveni        | 3 (0,35%)    | 6 (0,84%)    | 0            |
| ostali i nepoznato | 7 (0,82%)    | 0            | 4 (0,50%)    |
| ukupno             | 844          | 709          | 800          |

## Naseljena mjesta
Daytonski sporazum odredio je novu administrativno uređenje Bosne i Hercegovine. Kao posljedica tog uređenja 71 km² odnosno 26,1 % teritorije izdvojen je iz općine Kalesija koja je imala 272 km² i pripojen novoformiranoj općini Osmaci. U novoformiranu općinu Osmaci pripojena su sljedeća naselja: 
Borogovo, 
Caparde, 
Gojčin (dio),
Hajvazi,  
Kosovača, 
Kulina, 
Kusonje, 
Mahala, 
Matkovac, 
Osmaci (dio), 
Rakino Brdo, 
Sajtovići, 
Šeher, Drvenice,
Vilčevići i 
Zelina (dio).